# Teratogen
Un teratogen és, en sentit ampli, qualsevol agent ambiental que arriba a l'embrió o al fetus, a través de la mare, i que és capaç de causar, directament o indirecta, anomalies estructurals o funcionals (alteracions bioquímiques, metabòliques, hormonals, immunològiques, del creixement i del comportament) en l'embrió, el fetus o, fins i tot, en el nen després del naixement.
En sentit estricte, un teratogen seria qualsevol agent que pot interferir el període d'organogènesi i donar lloc a defectes congènits.
Alguns exemples de teratògens són l'alcohol, els agents alquilants, l'àcid valproic o la talidomida.